# ゆうちゃのゆう遊自的
『ゆうちゃのゆう遊自的』（ゆうちゃのゆうゆうじてき）は、MFSが制作・配信しているインターネットラジオ番組。パーソナリティは郁原ゆう、準レギュラーは近藤唯。愛称は「ゆちゃ的」。

## 概要
2016年4月28日よりニコニコ生放送のボイスガレッジチャンネルにて配信開始。月2回の不定期放送であり、1回は映像付きの動画生放送、もう1回は収録音声をストリーミング配信する収録放送である。いずれの回も番組終了後にはチャンネル有料会員限定のおまけ動画が配信されている。2020年4月以降、映像付生放送回はおまけ動画も生放送に内包された。また、2023年4月以降配信形態が一部変更され、ラジオ収録回はこれまでのストリーミング配信から動画投稿式に移行した。
番組のリスナーの名称は基本的にはゆちゃ的（てき）リスナーと呼ぶが、的（まと）と名乗るものもいる。郁原曰く「"まと"って言ったら敵なのよ。」で、的（まと）代表は準レギュラー（近藤唯）である。
番組の挨拶は「ゆちゃ！」が主流。準レギュラーによる挨拶は「まとっす！」。
動画生放送は、郁原の手元を映して放送する「手元生放送」の形式をとっている。なお、ゲスト回はあらかじめ収録した動画を配信していたが、2022年1月以降手元生放送に移行した。
この他、チャンネル有料会員限定で直筆サイン入りイラストなどのプレゼント応募も用意されている。

## 主なコーナー
今月の1枚（生放送動画回）
郁原が最近撮影した画像やリスナー（番組視聴者）が募集した画像を取り上げる。
グッズ開発会議室（生放送動画回）
番組関連グッズの考案をリスナーと話し合っていく。
テーマイラスト描いちゃおう（生放送動画回）
生放送中に募集したお題に沿ったイラストを郁原が描いていく。
ゆうちゃの絵描き歌
リスナーは郁原がどの絵を描いているか想像し、解答である絵をメールにて送信するというもの。出題はラジオ回にて、正解は映像付き生放送回の「テーマイラスト描いちゃおう」の中で発表。
ゆうちゃ先生の診察室（ラジオ回）
お悩み相談。リスナーは患者、郁原は医者となり、色々な質問に言葉の処方せんを送るというもの。
テーマメール（ラジオ回）
テーマに沿ったものを紹介。
| 紹介されたテーマ                                             |
| ------------------------------------------------------------ |
| ゆう遊自的の挨拶                                             |
| 梅雨                                                         |
| 夏の思い出                                                   |
| 学園祭                                                       |
| クリスマスの思い出                                           |
| 2017年の目標                                                 |
| 理想のバレンタイン                                           |
| 米派？パン派？                                               |
| 6月に欲しい休日                                              |
| 好きな髪形                                                   |
| お勧めするアイス・かき氷                                     |
| 妹エピソード                                                 |
| お酒                                                         |
| クリパ企画案                                                 |
| 今年一年を振り返って                                         |
| 2018年の目標                                                 |
| バレンタインデー・ホワイトデーいくら使う？                   |
| 今まででピンチだった事                                       |
| 我が家の良いところ・悪いところ                               |
| この2年で変わった事                                          |
| 一風変わったお祭り                                           |
| 緊張したこと                                                 |
| お祭りでこれは欠かせないという物                             |
| みんなの暑さ対策                                             |
| あなたのお散歩                                               |
| こころ・からだがあたたまる話                                 |
| 平成の振り返り                                               |
| 2019年の目標・やりたいこと                                   |
| 誕生日を迎えたゆうちゃに望むこと                             |
| あなたの節約術                                               |
| もし動物を一匹だけパートナーとして選べるなら何を選びますか？ |
| 子供の頃、何をして遊んでましたか？                           |
| テーマメールのお題                                           |
| あなたのお仕事は？                                           |
| おふくろの味                                                 |
| もらってそれなりに嬉しいと思うプレゼント                     |
| 好きな給食のおかずは？                                       |
| 体の疲れを癒す方法                                           |
| ゆうちゃ目撃談（妄想）                                       |
| 令和に入ってから始めたこと                                   |
| ゆうちゃに作ってほしいもの（既に作る予定にあるものは除く）   |
| イケると思ったけどイケなかったこと                           |
| 願い事を3つかなえてくれる魔人に何を願う？                    |
| テーマメールのお題 第2弾                                     |
| てきまと（てきっちゃとまとっちゃ）への質問                   |
| 私のキャッチコピーは？                                       |
| ゆちゃ男さんへの告白                                         |
| 子供の頃苦手だった物・事は？                                 |
| ゆうちゃさんを巻き込んで連れ出したい場所                     |
| 運命を感じた瞬間                                             |
| 一番笑った出来事                                             |
| あなたが持っているこだわりの一品                             |
| 自分の初恋(二次元可)                                         |
| 子供の頃から大事にしているもの                               |
| 日常でふと笑顔になったこと                                   |
| 5年間で変わった事                                            |
| 実は悪いことをしてしまった。それは何？                       |
| 自分の口癖                                                   |
| ついつい買ってしまうもの                                     |
| あなたの思い出の場所はどこ？                                 |
| 郁原ゆうに似合いそうな武器・属性                             |
| 同性の萌えポイント                                           |
| 2021年のゆちゃ的で印象に残っている事                         |
| ゆちゃ的川柳                                                 |
| ぷち贅沢                                                     |
| ゆうちゃ先生に教えてもらいたい授業は？                       |
| リフレッシュ方法                                             |
| テーマメールのお題 第3弾                                     |
| ついつい衝動買いしてしまった物                               |
| 今までで一番感動した旅行先                                   |
| 10年後に流行っていそうなものを予想                           |
| やってみたいお仕事(存在しないお仕事でも可)                   |
| 長いなぁと思った事                                           |
| 今すぐにでも克服したい事                                     |
| ボツってしまった今月の一枚                                   |
| 私が密かに思っていること                                     |
| これまでに経験したカルチャーショックだった出来事             |
| ヒヤッとした話                                               |

## マスコットキャラクター
主に映像付生放送回で登場する。
- てきっちゃ - ハムスターのような生き物。色はみたらし。和菓子屋に住んでいる。まとっちゃとは兄弟ではないらしい。真面目。
- まとっちゃ - ハムスターのような生き物。色はあずき。和菓子屋に住んでいる。てきっちゃとは兄弟ではないらしい。てきっちゃとは逆でイタズラ好き。
- ぽちゃまる - ぽっちゃりした猫のような生き物。
- うぱすけ - メキシコサンショウウオのような生き物。

## ゲスト
- 生放送第2回（2016年5月16日）- 近藤唯
- 生放送第3回（2016年6月17日）- 近藤唯、Machico[注 1]
- 生放送第4回（2016年7月21日）- 近藤唯、Machico
- 生放送第7回（2016年10月28日）- 末柄里恵
- 生放送第10回（2017年1月28日）- 近藤唯
- 生放送第13回（2017年4月25日）- 田村奈央
- 生放送第18回（2017年10月12日）- 中村温姫
- 生放送第24回（2018年4月26日）- 野村香菜子
- 京都ロケ特別編（2019年12月19日）- 平山笑美
- 生放送第44回（2019年12月24日）- 中村温姫
- ロケ特別編（2021年5月31日）- 南早紀[注 2]
- 生放送第68回（2022年1月10日）- 諏訪彩花
- 生放送第74回（2022年7月14日）- 近藤唯
- 生放送第86回（2023年7月10日）- 香里有佐

※パーソナリティを含め、2022年4月現在、ソーシャルゲーム『アイドルマスター ミリオンライブ!』の担当声優が全て出演している。

## テーマソング
「あなたのいばしょ」
歌：郁原ゆう
作詞・作曲・編曲：no_my
2022年11月の映像付生放送回のコーナー「グッズ開発会議室」にて発表された。2022年12月17日開催「ゆうちゃのゆう遊自的 クリスマスパーティー4！」内にて先行発売。現在は「ボイスガレッジオンラインショップ」にて購入可。

## 序章（新番組公開会議）
2016年4月18日21時から1時間の「郁原ゆう新番組公開会議」としてこの表題である番組名を含めて白紙状態から文字通りの公開会議となる放送を実施。新番組開始に当たっての放送コンセプトは「私らしくありのまま」。
この新番組公開会議放送時点で決まっていたことは下記のみ。
1. 月2回更新
2. 1回は映像付き生放送
3. 残る1回は音声のみの収録放送
4. 有料会員のみの15分間おまけ放送

なお、4番目については放送中に決まった（らしい）。
この公開会議は事実上白紙の状態の番組をリスナーと共に作り上げていくという手作り感溢れる1時間となったが、敏腕仕掛け人が大集結した結果なのか、ゆうちゃも驚くほどスムースに下記が決まっていった。
- 番組名→表題参照
- 番組内コーナー
  - （仮）ゆうちゃの絵描き歌／ふつおた／（仮）スイーツ食べ比べ／（仮）ゆうちゃイラストチャレンジ／ゆうちゃトーク

## 特番
主に昼と夜の2部編成。ニコニコ生放送でのご視聴にはそれぞれの回に応じた視聴チケットの購入が必要になる。冒頭の数分間は未所持の方でもお試し視聴が可能。一部のイベントは他媒体（「LIVEMINE」、「ZAIKO」など）での完全有料配信となっている。2020年7月および12月は新型コロナウイルス（COVID-19）の感染拡大防止の観点から、無観客開催の上で「〇〇パーティー プチ！」として開催された。
- 「ゆうちゃのゆう遊自的」クリスマスパーティー！（2016年12月25日 - 東京カルチャーカルチャー）[3]
  - ゲスト：近藤唯
- 「ゆうちゃのゆう遊自的」サマーパーティー！（2017年7月15日 - 東京カルチャーカルチャー）[4]
  - ゲスト：昼の部＝山口立花子[注 3]／夜の部＝原嶋あかり、シークレット（近藤唯）
- 「ゆうちゃのゆう遊自的」クリスマスパーティー2！（2017年12月16日 - YMCAアジア青少年センター 地下スペースY）[5]
  - ゲスト：昼の部＝Machico[注 1]、中村温姫／夜の部＝駒形友梨[注 4]、小笠原早紀
- 「ゆうちゃのゆう遊自的」サマーパーティー2！（2018年7月22日 - 両国・KFC Hall）[6]
  - ゲスト：上田麗奈、山口立花子[注 3]、藤井ゆきよ[注 5]
- 「ゆうちゃのゆう遊自的」 お散歩DVD〜山梨編〜（2018年9月15日 - YMCAアジア青少年センター 地下スペースY）
  - ゲスト：近藤唯
- 「ゆうちゃのゆう遊自的」 ニューイヤーパーティー！（2019年1月20日 - 東京証券会館）
  - ゲスト：山崎はるか、諏訪彩花、渡部恵子
- 「ゆうちゃのゆう遊自的」 サマーパーティー3！（2019年7月13日 - なかのZERO 小ホール）
  - ゲスト：種田梨沙、伊藤美来、角元明日香
- 「ゆうちゃのゆう遊自的」 バースデーパーティー！（2020年2月23日 - なかのZERO 小ホール）
  - 準レギュラー：近藤唯　ゲスト：末柄里恵、駒形友梨[注 4]、中村温姫
- 「ゆうちゃのゆう遊自的」 サマーパーティー プチ！（2020年7月4日 - スタジオ内）
  - ゲスト：平山笑美、野村香菜子
- 「ゆうちゃのゆう遊自的」 クリスマスパーティー プチ！（2020年12月19日 - スタジオ内）
  - 準レギュラー：近藤唯　ゲスト：稲川英里、香里有佐
- 「ゆうちゃのゆう遊自的」 サマーパーティー4！ （2021年8月8日 - なかのZERO 小ホール）
  - ゲスト：渡部優衣[注 5]、香里有佐、山口立花子[注 3]
- 「ゆうちゃのゆう遊自的」クリスマスパーティー3！（2021年12月4日 - なかのZERO 小ホール）
  - 準レギュラー：近藤唯 ゲスト：南早紀[注 2]、小岩井ことり[注 6]
- 「ゆうちゃのゆう遊自的 バースデーパーティーぷち」（2022年2月19日 - スタジオ内）
  - 準レギュラー：近藤唯　ゲスト：諏訪彩花、山口立花子、香里有佐
- 「ゆうちゃのゆう遊自的」 お散歩DLC〜函館編〜発売記念イベント（2022年6月4日 - 野方区民ホール）
  - ゲスト：諏訪彩花
- 「ゆうちゃのゆう遊自的」 サマーパーティー5！ （2022年7月9日 - なかのZERO 大ホール）
  - 準レギュラー：近藤唯(夜の部のみ)　ゲスト：斉藤佑圭、種田梨沙、木戸衣吹、末柄里恵、駒形友梨[注 4]、髙橋ミナミ(昼の部のみ)
- 「ゆうちゃのゆう遊自的」クリスマスパーティー4！（2022年12月17日 - 全電通ホール）
  - ゲスト：平山笑美、Machico[注 1]、木戸衣吹、下田麻美
- 「ゆうちゃのゆう遊自的」サマーパーティー６！（2023年7月2日 - 全電通ホール）
  - 準レギュラー：近藤唯　ゲスト：香里有佐、南早紀、稲川英里
- 「ゆうちゃのゆう遊自的」ごろごろゲームパーティーオンライン（2023年8月26日）※予定
  - 準レギュラー：近藤唯